# Liste der Kulturdenkmäler in Pracht
In der Liste der Kulturdenkmäler in Pracht sind alle Kulturdenkmäler der rheinland-pfälzischen Ortsgemeinde Pracht aufgelistet. Grundlage ist die Denkmalliste des Landes Rheinland-Pfalz (Stand 4. Mai 2023).

## Ehemalige Kulturdenkmäler
| Bezeichnung | Lage              | Baujahr         | Beschreibung                                                                               | Bild |
| ----------- | ----------------- | --------------- | ------------------------------------------------------------------------------------------ | ---- |
| Quereinhaus | Parkstraße 7 Lage | 18. Jahrhundert | kleines Fachwerk-Quereinhaus, teilweise massiv, 18. Jahrhundert; aus Denkmalliste gelöscht | BW   |